# عماد الراهب
عماد الراهب (30 يونيو 1970) ، ممثل مصري.

## عن حياته
تخرج من جامعة عين شمس، شارك في بطولة العديد من الأعمال السينمائية والتلفزيونية، فقد قدم للتليفزيون مسلسلات أوان الورد، و بين شطين وميه، والملك فاروق، والمسلسل الكوميدي (العيادة)، كما شارك سينمائياً في أفلام معالي الوزير، وديل السمكة، وإسكندرية- نيويورك، والسفارة في العمارة

## من أعماله

### المسلسلات
- سرايا عابدين
- ربيع الغضب
- الهروب
- ابن ليل
- النار والطين
- إسماعيل يس ( أبو ضحكة جنان )
- مسلسلات كوم

### السينما
- أسرار عائلية
- توم وجيمي
- أم النور
- السفارة في العمارة
- إسكندرية نيويورك

### سهرات تلفزيونية
- النسيم العليل عليل

## روابط خارجية
- عماد الراهب على موقع الدهليز
- عماد الراهب على موقع قاعدة بيانات الأفلام العربية